# حصار بريسلاو
حصار بريسلاو هو حصار دام لأربعة شهور مدينة بريسلاو الألمانية (الآن تابعة لبولندا) من 13 فبراير حتي 6 مايو 1945 ، وفيه قامت القوات السوفيتية بمحاصرة القوات الألمانية في مدينة بريسلاو كجزء من عملية سيليزيا السفلى

## النتائج
انتهي الحصار باستسلام ألمانيا بوم 5 مايو بعد 82 يوما من الحصار وانتقلت مدينة بريسلاو إلى بولندا، وسميت فروتسواف، وهرب معظم سكان المدينة الألمان أو طردوا قسرا مابين 1945 و1949.